# Franc Kosmač
Franc Kosmač, slovenski policist in pedagog, * 20. avgust 1960, Luče.
Kosmač je od 1. aprila 2006 direktor Policijske akademije Slovenije.